# Hossein Nuri
Pour les articles homonymes, voir Nouri (homonymie).
 (octobre 2021).
Le contenu est difficilement compréhensible vu les erreurs de traduction, qui sont peut-être dues à l'utilisation d'un logiciel de traduction automatique.
Hossein Nuri (également écrit Hosein Noori ou Hussein Nouri) (en persan: حسین نوری, né en 1954 à Mashhad ) est un peintre, metteur en scène et cinéaste iranien.

## Biographie
Hossein Nuri est né en 1954 en Iran. Il a perdu son père à l'âge de trois ans et sa mère l'a élevé. Il a montré un intérêt pour la peinture à l'école primaire. Après avoir terminé ses études primaires à Mashhad, il obtient une bourse pour poursuivre ses études à la l'école industrielle de Farah de Téhéran.

## Torture et invalidité
L'école industrielle de Farah était étroitement surveillée par SAVAK, les services secrets iraniens d'avant la révolution. En 1972, Nuri a écrit une pièce de théâtre qui était une satire politique critiquant le système et défendant les droits de l'homme. Quelques minutes après la mise en scène, la pièce a été interrompue par les forces militaires présentes à l'école. Nuri a été sévèrement torturé et après une série de tortures dures, il a perdu la capacité de bouger les mains et les jambes et sa santé interne a commencé à se détériorer. Il a été envoyé à l'hôpital car il était toujours sous contrôle. Finalement, à la suite de dommages mortels subis par le corps de Nuri, SAVAK a réduit son contrôle et il est revenu dans sa famille qui résidait alors à Torbat-e Jam. Nuri a continué à peindre en tenant le pinceau avec sa bouche et en fauteuil roulant.

## Mariage
Après la révolution, Nuri a de nouveau décidé d'écrire des pièces de théâtre et de les mettre en scène dans différentes villes. Dans un discours qu'il a prononcé devant les étudiants de l'Université de technologie de Sharif, Nadia Maftouni, qui était étudiante en Physique appliquée, est tombée amoureuse de Nuri et lui a proposé. Nuri a accepté et elle a quitté ses études pour vivre avec Nuri à Torbat-e Jam. Ils ont deux fils. Plus tard, ils ont déménagé à Mashhad, puis à Téhéran.

## Style de peinture
En 2004, Nuri a présenté son nouveau style de peinture dans une exposition à Paris. Ce style était fondé sur l'intention du peintre de créer un certain dessin à partir d'un processus abstrait. Le résultat était une combinaison d'improvisation et de conception calculée. Les peintres français ont suggéré le nom Réflexion pour le style, que Nuri a approuvé. Nuri fait ce processus avec des matériaux tels que la couleur à l'huile et l'acrylique sur de grandes toiles et en particulier la grande échelle de ses œuvres est l'une de ses contributions à la peinture abstraite. L'utilisation de couleurs vives et la récurrence des papillons sont d'autres caractéristiques de son style.

## Théâtre

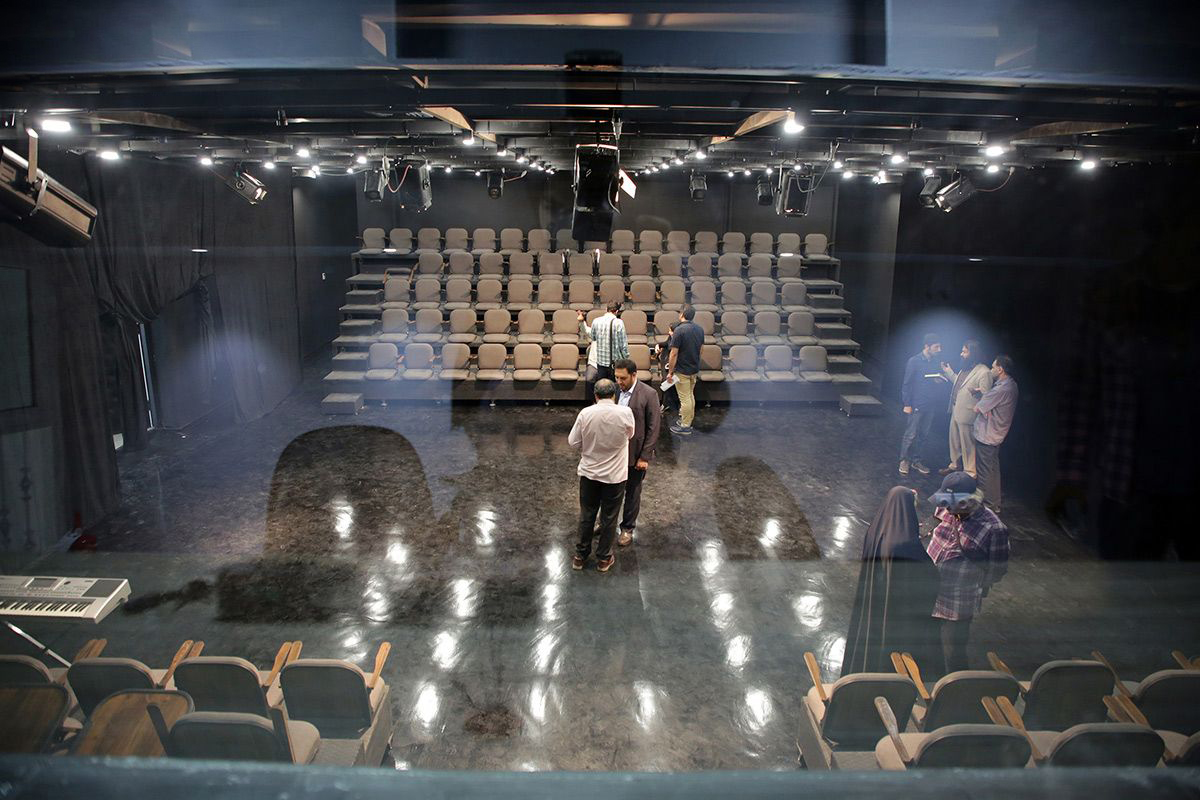
Théâtre Ustad Hossein Nuri

La carrière théâtrale de Nuri a été relancée après la révolution et elle n'a jamais été secondaire à sa carrière de peintre. Dans les années 80 et 90, il a écrit et mis en scène plusieurs pièces de théâtre primées dont La halte du purgatoire, La robe cramoisie, La dernière fête, Le cirque, Le compagnon, Le voyageur, Bien-aimée et Les témoins,. En tant que personnage établi dans l'histoire du théâtre iranien, un théâtre de la ville de Mashhad, qui est l'un des pôles théâtraux de l'Iran, a été nommé d'après lui comme Théâtre Ustad Hossein Nuri.